# Marshall County, Kentucky
Marshall County är ett administrativt område i delstaten Kentucky, USA, med 31 448 invånare. Den administrativa huvudorten (county seat) är Benton.

## Geografi
Enligt United States Census Bureau så har countyt en total area på 881 km². 789 km² av den arean är land och 92 km² är vatten. 

### Angränsande countyn
- Livingston County - norr
- Lyon County - nordost
- Trigg County - öster
- Calloway County - söder
- Graves County - väst
- McCracken County - nordväst